# Commodore 3040

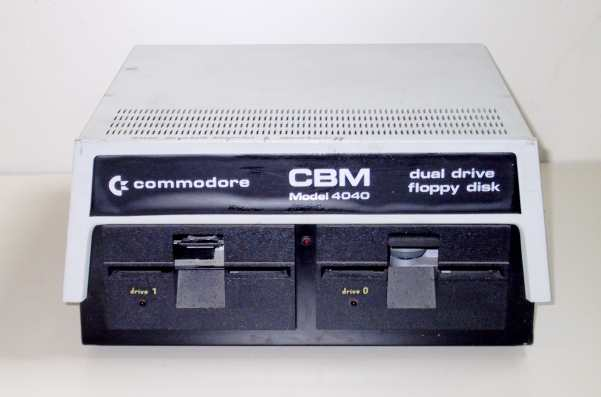
Commodore 4040

Commodore 3040, samt de amerikanska varianterna 2040 samt 4040, är en dubbel 5¼" diskettstation för Commodore-datorer. Den kommunicerar via gränssnittet IEEE-488 som var vanligt på Commodore PET/CBM.
Dessa diskettstationer använder en densitet för lagring av data som liknar den senare och mer kända Commodore 1541, men med en lite annorlunda datamarkör som signalerar vilken version av Commodore DOS som formaterat aktuell diskett. Lågnivåformatet var tillräckligt likt för att samma diskett skulle kunna läsas på både 3040 och exempelvis 1541, men tillräckligt skilt för att problem kunde uppstå om man försökte skriva data till en diskett som formaterats med en annan diskettstationsversion.